# 気ままにラジオ 雨の日晴れの日曇りの日
『気ままにラジオ 雨の日晴れの日曇りの日』（きままにラジオ あめのひはれのひくもりのひ）は、2009年4月6日から2020年3月27日まで西日本放送ラジオで放送されたラジオ番組。
1977年から1983年まで同局で放送された『いきいきワイド 雨の日晴れの日曇りの日』のリメイク版である。オープニングテーマは渡辺博也の「Daylight-Delight」。
2009年4月26日にTBSラジオ『爆笑問題の日曜サンデー』で放送された「JRN全日本ラジオ新番組選手権2009」に西日本ブロック（山陽、山陰、四国）代表でノミネートされ、リスナー投票により優勝した。

## 過去のパーソナリティー
- 梅津龍太郎
- 池田弥生
- 磯部恵美
- 上村良介
- 筒井茂広
- 梶剛
- 奥田麻衣

## 過去のラジオカーレポーター
- 佐々木のぶよ
- 本多春奈
- 山下アキ
- 松田愛里